# لا (فلم)
لا هو فيلم من نوع تاريخي ‏ ودراما أُصدر في 2012. الفيلم من إنتاج بارتسبنت ميديا ‏، ومن توزيع سوني بيكتشرز كلاسيك، وهو من إخراج بابلو لاراين، أما السيناريو فكان من كتابة بيدرو بيرانو وأنطونيو سكارميتا.

## القصة
تقع أحداث الفيلم في تشيلي. وقصة الفيلم الرئيسية حول تشيلي، السعادة القادمة ‏ وإستفتاء تشيلي 1988 ‏.

## طاقم التمثيل
- غايل غارسيا برنال
- ريتشارد درايفوس
- أنتونيا زيجرز
- باتريسيو أيلوين
- Paulo Brunetti  [لغات أخرى]‏
- أمبارو نوغويرا
- César Caillet [الإنجليزية]‏
- Claudia Cabezas  [لغات أخرى]‏
- Patricio Achurra [الإنجليزية]‏
- اليخاندرو جويك
- دييغو مونوز [الإنجليزية]‏
- Elsa Poblete  [لغات أخرى]‏
- Francisca Castillo  [لغات أخرى]‏
- خايمي فاديل، بدور سيرجيو فرنانديز [الإنجليزية]‏
- لويس جينكو
- مارسيال تاجل  [لغات أخرى]‏
- Pablo Ausensi  [لغات أخرى]‏
- Pablo Krögh [الإنجليزية]‏
- Paloma Moreno  [لغات أخرى]‏
- روبرتو فارياس
- سرجيو هيرنانديز
- Íñigo Urrutia  [لغات أخرى]‏
- نستور كانتيلانا
- بيدرو بيرانو
- ألفريدو كاسترو

## الإنتاج
موسيقى الفيلم التصويرية كانت من تأليف كارلوس كابيزاس.

## وصلات خارجية
- مقالات تستعمل روابط فنية بلا صلة مع ويكي بيانات